# اوا هوسون
اوا هوسون (به فرانسوی: Eva Husson) کارگردان و فیلمنامه‌نویس اهل فرانسه است. او حرفه خود را به عنوان یک بازیگر پیش از کارگردانی فیلم کوتاه و موزیک ویدئو آغاز کرد. در سال ۲۰۱۵، او اولین فیلم برجسته خود را به نام بنگ گنگ (یک داستان عاشقانه مدرن)، کارگردانی کرد که در جشنواره بین‌المللی فیلم تورنتو به رقابت پرداخت. وی پس از آن شروع به ساخت فیلم دختران آفتاب کرد که نامزد جایزه نخل طلا شد و بازیگرانی مانند گلشیفته فراهانی و امانوئل برکو در آن به ایفای نقش پرداخته بودند.

## فیلمشناسی
- بنگ گنگ: یک داستان عاشقانه مدرن
- دختران آفتاب